# إدارة بني (بوليفيا)
محافظة بني (بالإسبانية: Beni Department)‏ هي إدارات بوليفيا تقع في بوليفيا فعاصمتها هي ترينيداد

## جغرافيا
تقع الإدارة في شمال شرق بوليفيا وتتاخم الحدود البرازيل مع تبلغ مساحتها 213,564 كم2 وترتفع عن سطح البحر 155 متر.

## ديموغرافيا
يقدر عدد سكانها بـ 421,196 نسمة (حسب تعداد عام 2012)

## أعلام
- آنا ماريا أورتيز
- خايمي كاردوزو